# Conector TRS
TS (2,5 mm), 
TS (3,5 mm), 
TRS (3,5 mm) 
TRS (1/4" ou 6,35 mm).
O conector TRS, coloquialmente conhecido por ficha de áudio ou ficha de auscultadores (português europeu) ou ficha de fones de ouvido (português brasileiro), é uma família de conectores utilizada para transmissão de sinais analógicos, principalmente de áudio. Têm o formato cilíndrico e normalmente possuem três contatos, dando origem ao nome TRS (do inglês Tip-Ring-Sleeve, lit. ponta-anel-capa).
Os conectores TRS possuem três contatos, sendo dois para o sinal e um para o aterramento do circuito. Entre estes, existem isolantes que evitam o contato entre partes. No entanto, também existem conectores com dois contatos, chamados de TS (Tip-Sleeve), e com quatro contatos, chamado de TRRS (Tip-Ring-Ring-Sleeve). Quando utilizado em dispositivos de áudio, o conector TS normalmente é utilizado para transmitir sinais mono enquanto que o TRS e o TRRS são utilizados para transmitir sinais estéreo.
O conector TRRS (com quatro contatos) por possuir um canal de transmissão adicional, pode ser utilizado tanto para transmissão de áudio e vídeo, quanto para transmissão de dados de controle (alteração do volume, pausa, etc.) ou para recepção do microfone. Ele é comercializado tanto em seu formato original com 1⁄4" (6,35 mm) de diâmetro, como em suas versões miniatura, com 2,5 mm e 3,5 mm de diâmetro.
No Brasil, os conectores TS/TRS são conhecidos, conforme o tamanho, como:
- P1 (TS, TRS ou TRRS 2,5 mm)
- P2 (TS, TRS ou TRRS* 3,5 mm)
- P10 (TS ou TRS 6,35 mm).

Conforme os padrões de ligação, os conectores podem ser:
- TS: Mono (1 canal de áudio)
- TRS: Estéreo (2 canais de áudio)
- TRRS: 
  - Estéreo (2 canais de áudio) e microfone
  - Estéreo (2 canais de áudio) e vídeo composto

Existem diversos padrões para as conexões do plugue "P2" (TRRS 3.5mm); os mais comuns são:
- o padrão OMTP (Open Mobile Terminal Platform) foi usado nos primeiros smartphones, e deixou de ser utilizado após a adoção do padrão CTIA pelos fabricantes.
- o padrão CTIA (Cellular Telecommunications and Internet Association), mais recente, é usado na maioria dos dispositivos;

Nota: No Brasil, o padrão "P2" (TRRS 3.5mm) é conhecido como "P3", porém esse nome é tecnicamente incorreto, de vez que a nomenclatura é vinculada ao diâmetro do conector, e não à quantidade de elementos de conexão.